# Doris Belack
Doris Belack, née le 26 février 1926 à New York, ville où elle est morte le 4 octobre 2011, est une actrice américaine.

## Biographie
Doris Belack entame sa carrière au théâtre et joue notamment à Broadway (New York), où elle débute en 1960 dans Semi-Detached de Patricia Joudry (en) (avec Ed Begley et Dana Elcar). Suivent neuf autres pièces, dont Sécurité sociale (en) d'Andrew Bergman (1986-1987, avec Cliff Gorman) ; la dernière en 1990 est The Cemetary Club d'Ivan Menchell (avec Eileen Heckart).
Toujours à New York, s'ajoutent cinq autres pièces jouées Off-Broadway entre 1962 et 2006, dont Letters Home de Rose Leiman Goldemberg en 1979 (avec Mary McDonnell).
Au cinéma, elle contribue à dix-neuf films américains, les deux premiers sortis en 1982, dont Tootsie de Sydney Pollack (avec Dustin Hoffman et Jessica Lange). Ultérieurement, citons Quoi de neuf, Bob ? de Frank Oz (1991, avec Bill Murray et Richard Dreyfuss), Drôle de couple 2 d'Howard Deutch (1998, avec Walter Matthau et Jack Lemmon) et Petites Confidences (à ma psy) de Ben Younger (2005, avec Uma Thurman et Meryl Streep). Son dernier film sort en 2007.
Enfin, à la télévision américaine, elle apparaît dans onze téléfilms, le premier diffusé en 1978, le dernier étant Point limite de Stephen Frears (2000, avec Richard Dreyfuss et Noah Wyle). Entretemps, mentionnons Splash, Too de Greg Antonacci (1988, avec Amy Yasbeck et Donovan Scott).
S'ajoutent cinquante séries dès 1947, dont le feuilleton On ne vit qu'une fois (quarante-huit épisodes, 1968-1976), Les Enquêtes de Remington Steele (deux épisodes, 1984-1985), Les Sœurs Reed (deux épisodes, 1991-1995), New York, police judiciaire (dix épisodes, 1990-2001) et Sex and the City (sa dernière série, un épisode, 2003).
Doris Belack meurt à 85 ans, en 2011.

## Théâtre (sélection)

### Broadway
- 1960 : Semi-Detached de Patricia Joudry (en), mise en scène de Charles S. Dubin, décors de Boris Aronson, costumes d'Helene Pons : Simone
- 1963 : The Heroine de Frank Tarloff : Helen Whitney
- 1966 : Nathan Weinstein, Mystic, Connecticut de David Rayfiel : Deborah Wang
- 1967 : The Ninety Day Mistress de J. J. Coyle : Phyllis
- 1969-1971 : Last of the Red Hot Lovers (en) de Neil Simon, mise en scène de Robert Moore, décors d'Oliver Smith : Elaine Navazio (doublure de Linda Lavin)
- 1974 : Bad Habits, deux pièces en un acte de Terrence McNally : Ruth Benson (Dunelaw, remplacement) / April Pitt (Ravenswood, remplacement)
- 1977 : The Trip Back Down de John Bishop : Barbara Horvath
- 1978 : Cheaters de Michael Jacobs : Monica / Grace (doublure)
- 1986-1987 : Sécurité sociale (en) (Social Security) d'Andrew Bergman, mise en scène de Mike Nichols, costumes d'Ann Roth : Sophie Greengrass (remplacement)
- 1990 : The Cemetary Club d'Ivan Menchell : Doris

### Off-Broadway
- 1962 : P.S. 193 de David Rayfiel : Irène Kobitz
- 1979 : Letters Home de Rose Leiman Goldemberg : Mme Plath
- 1988 : Emerald City de David Williamson : Elaine
- 2002 : Surviving Grace de Trish Vrandenbury : Grace Griswald
- 2006 : The Right Kind of People de Charles Grodin : Betty Butler / Mme Goldberg

## Filmographie partielle

### Cinéma
- 1982 : La Folie aux trousses (Hanky Panky) de Sidney Poitier : la gérante d'immeuble
- 1982 : Tootsie de Sydney Pollack : la productrice Rita Marshall
- 1987 : Miracle sur la 8e rue (Batteries Not Included) de Matthew Robbins : Mme Thompson
- 1989 : She-Devil, la diable (She-Devil) de Susan Seidelman : Paula
- 1991 : Quoi de neuf, Bob ? (What About Bob ?) de Frank Oz : Dr Tomsky
- 1994 : Y a-t-il un flic pour sauver Hollywood ? (The Naked gun 33⅓: The Final Insult) de Peter Segal : Dr Roberts
- 1998 : Drôles de Papous (Krippendorf's Tribe) de Todd Holland : la présidente Porter
- 1998 : Drôle de couple 2 (The Odd Couple II) d'Howard Deutch : Blanche Madison Povitch
- 1999 : Doug, le film (Doug's First Movie) de Maurice Joyce (film d'animation) : la maire Tippi Dink (voix)
- 2005 : Petites Confidences (à ma psy) (Prime) de Ben Younger : Blanche
- 2006 : Delirious de Tom DiCillo : la mère de Les

### Télévision

#### Séries
- 1963 : East Side/West Side, saison unique, épisode 7 Who Do You Kill? de Tom Gries : une infirmière
- 1966-1967 : Another World, feuilleton, épisodes non spécifiés : Madge Murray
- 1968-1976 : On ne vit qu'une fois (One Life to Live), feuilleton, 48 épisodes : Anna Wolek Craig
- 1975 : Barney Miller, saison 2, épisode 12 Fish : Bernice Fish
- 1984 : Sacrée Famille (Family Ties), saison 3, épisode 6 Fabric Smarts : Mme Willis
- 1984-1985 : Les Enquêtes de Remington Steele (Remington Steele)
  - Saison 2, épisode 20 Une vie de chien (Hounded Steele, 1984) de Don Weis : Rose
  - Saison 3, épisode 16 Question d'argent (Steele in the Family, 1985) : Myrtle
- 1984 : Cosby Show (The Cosby Show), saison 1, épisode 13 Fête des pères (Father's Day) de Jay Sandrich : une vendeuse
- 1985 : Cagney et Lacey (Cagney and Lacey), saison 4, épisode 12 American Dream : Mme Harkins
- 1985 : Les deux font la paire (Scarecrow and Mrs. King), saison 2, épisode 23 À bas la pollution (Vigilante Mothers) de John Tiffin Patterson : Mme Courtney
- 1985 : Les Craquantes (The Golden Girls), saison 1, épisode 12 Mais qui va garder maman ? (The Custody Battle) : Gloria Petrillo
- 1987 : Equalizer (The Equalizer), saison 2, épisode 12 Haute Performance (High Performance) de Russ Mayberry : Dorian
- 1988 : Baby Boom, saison unique, épisode 5 Saturday : Loïs Elkman
- 1990-2001 : New York, police judiciaire (Law and Order)
  - Saison 1, épisode 5 Jusqu'à ce que la mort nous sépare (Happily Ever After, 1990 : la juge Barry J. Marton) et épisode 15 La Loi du silence, 1re partie (The Torrents of Greed, Part I, 1991 : la juge Margaret Barry) d'E. W. Swackhamer
  - Saison 2, épisode 18 Du berceau au tombeau (Cradle to Grave, 1992) de James Frawley : la juge Margaret Barry
  - Saison 4, épisode 11 Au bénéfice du doute (Golden Years, 1994) et épisode 22 La Démission (Old Friends, 1994) : la juge Margaret Barry
  - Saison 5, épisode 16 Génération Violence (Wanabe, 1995) : la juge Margaret Barry
  - Saison 6, épisode 20 Amis à la vie à la mort (Girlfriends, 1996) de Christopher Misiano : la juge Margaret Barry
  - Saison 8, épisode 2 Un bébé encombrant (Denial, 1997) de Christopher Misiano : la juge Margaret Barry
  - Saison 9, épisode 7 Tout pour ma mère (Venom, 1998) : la juge Margaret Barry
  - Saison 11, épisode 22 Un jour d'école mémorable (School Daze, 2001) : la juge Margaret Barry
- 1991-1993 : Doug (série d'animation), 18 épisodes : Tippi Dink / Mme Wingo / Ruby Valentine
- 1991-1995 : Les Sœurs Reed (Sisters)
  - Saison 2, épisdoe 8 Amitiés (The Kindness of Strangers, 1991) de Jan Eliasberg : Naomi Margolis
  - Saison 5, épisode 20 Je t'ai donné ma parole (Word of Honor, 1995) de Michael Lange : Shirley Nuesbaum
- 1994 : Un drôle de shérif (Picket Fences), saison 3, épisode 8 Wambaugh face à la Cour Suprême (May It Please the Court) de Lou Antonio : la juge Ginsburg
- 1995 : Chicago Hope : La Vie à tout prix (Chicago Hope), saison 1, épisode 9 Défaillances (Heartbreak) de Bill D'Elia : Mme Taubler
- 1998 : Les Anges du bonheur (Touched by an Angel), saison 4, épisode 25 Pâques à Brooklyn (Elijah) de Peter Hunt : Elaine Weiss
- 1999 : New York Undercover, saison 4, épisode 13 Catharsis : la juge
- 2000 : Un agent très secret (Now and Again), saison unique, épisode 19 Plus un mot (There Are No Words) d'Aaron Lipstadt : la générale Roskin
- 2000 : Madigan de père en fils (Madigan Men), saison unique, épisode pilote (sans titre) de James Burrows : la gérante du théâtre
- 2000-2001 : New York, unité spéciale (Law and Order: Special Victims Unit)
  - Saison 1, épisode 10 Un assassin dans la nuit, 1re partie (Closure, Part I, 2000) : la juge Margaret Barry
  - Saison 2, épisode 3 Un assassin dans la nuit, 2e partie (Closure, Part II, 2000) de Jean de Segonzac et épisode 20 Apparences troublantes (Pique, 2001) : la juge Margaret Barry
- 2002 : Everwood, saison 1, épisode 9 Pêche à la mouche (Turf Wars) et épisode 10 L'Heure du combat (Is There a Doctor in the House) : Ruth Hoffman
- 2003 : Sex and the City, saison 6, épisode 6 Une star est née (Hop, Skip, and a Week) de Michael Engler : Lénore
- 2008 : Grand Theft Auto, 4e série (Grand Theft Auto IV) : Maureen McReary

#### Téléfilms
- 1978 : The Last Tennant de Jud Taylor : la propriétaire
- 1981 : We're Fighting Back de Lou Antonio : la doctoresse
- 1983 : Mort suspecte (The Craddle Will Fall) de John Llewellyn Moxey : Edna Burns
- 1985 : The Hearst and Davies Affair de David Lowell Rich : Louella Parsons
- 1988 : Splash, Too de Greg Antonacci : Loïs Needler
- 1991 : Absolute Strangers de Gilbert Cates : Fran
- 2000 : Point limite (Fall Safe) de Stephen Frears : Mme Johnson